# ルイーゼ・フォン・ヘッセン＝カッセル (1794-1881)

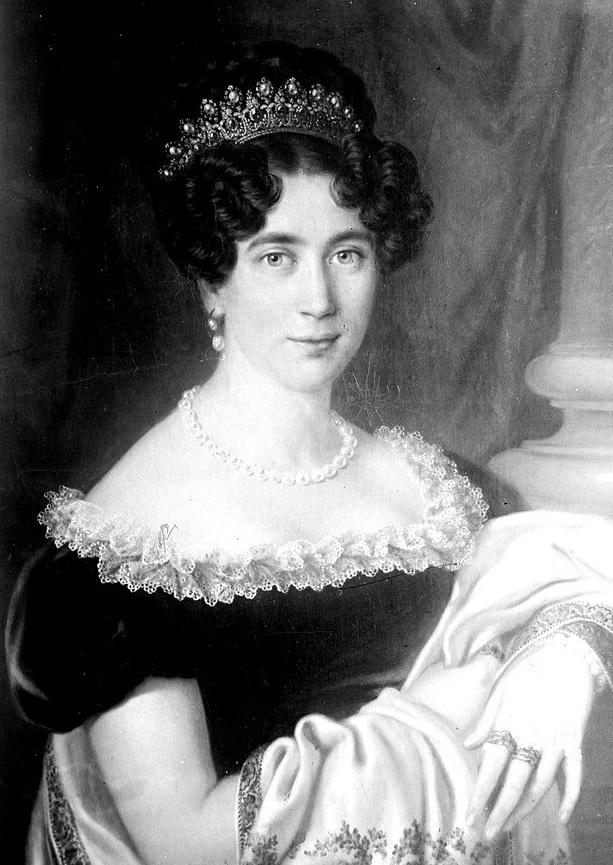
ヘッセン公女ルイーゼ、作者不詳、1832年、フォン・デア・デーケン家蔵

ルイーゼ・カロリーネ・フォン・ヘッセン＝カッセル（Louise Caroline von Hessen-Kassel, 1794年4月9日 マーストリヒト - 1881年3月16日 フランクフルト・アム・マイン）は、ドイツの諸侯ヘッセン家の公女。結婚後はフォン・デア・デーケン伯爵夫人。

## 生涯
ヘッセン＝カッセル＝ルンペンハイム方伯フリードリヒ（3世）とその妻でナッサウ＝ウージンゲン侯カール・ヴィルヘルムの娘カロリーネ・ポリクセネの間の第6子・長女。
1818年に下の妹アウグステがハノーファー王国摂政宮アドルファス・オブ・ケンブリッジと結婚した際に、同国軍の近衛驃騎兵連隊所属の中隊長であったゲオルク・フォン・デア・デーケン陸軍少佐と知り合う。ハノーファー軍人の家系に生まれたデーケンは英国人将軍ステイプルトン・コットンの上級副官として、ナポレオン時代の半島戦争や解放戦争に従軍し戦功を多く立てていた。ルイーゼは1833年4月4日に父の反対を押し切ってデーケンと貴賤結婚した。デーケンはプロイセン王フリードリヒ・ヴィルヘルム4世の計らいで1835年伯爵位を与えられ、順調に昇進して1855年騎兵大将までのぼった。
デーケン夫妻はハノーファー市の鍛冶屋通り（Schmiedestraße）に面する王室厩舎に隣接する邸宅で暮らした。1859年に夫と死別し、1866年普墺戦争に際してハノーファー王国がプロイセンに併合されると、父方伯が1781年オッフェンバッハに建てた3翼から成るルンペンハイム宮殿に生活拠点を移した。同城内図書館には、ルイーゼと2人の兄フリードリヒ・ヴィルヘルム及びゲオルク・カールが遺贈した文庫があり、図書館蔵書の重要な一角をなす。3兄妹の文庫は総計4227冊を数え、1922年に目録作成が行われ、1950年代フルダ郊外のファザネリー城内図書館に移転している。
死後、夫とともに一族の墓所ルンペンハイム宮殿内教会に葬られた。

## 引用・脚注
1. ↑  Handbuch der historischen Buchbestände; Schloss EichenzellDigitalisat
2. ↑  World History: In der Liste der Familienmitglieder ist Louise Nr. 8. Das Mausoleum wurde 1964 geräumt und die Gebeine in einer Gruft an der Südseite der Schlosskirche Rumpenheim beigesetzt.